# (660) Crescentia
(660) Crescentia est un astéroïde de la ceinture principale.

## Description
(660) Crescentia est un astéroïde de la ceinture principale. Il fut découvert le 8 janvier 1908 à Taunton par Joel Hastings Metcalf. Il présente une orbite caractérisée par un demi-grand axe de 2,53 UA, une excentricité de 0,11 et une inclinaison de 15,2° par rapport à l'écliptique.